# Христова, Иванка
Иванка Маринова Христова (болг. Иванка Маринова Христова; 19 ноября 1941 — 24 февраля 2022) — болгарская легкоатлетка, олимпийская чемпионка, чемпионка Европы. Заслуженный мастер спорта Болгарии (1968).
После замужества носила фамилию Тодорова.

## Биография
Родилась в 1941 году в селе Осиковица общины Правец Софийской области.
Окончила техникум в Кюстендиле и институт в Софии.
Занялась лёгкой атлетикой, специализировалась в толкании ядра. В 1964 году приняла участие в Олимпийских играх в Токио, но стала лишь 10-й. В 1967 году завоевала серебряную медаль чемпионата Европы в помещении. В 1968 году приняла участие в Олимпийских играх в Мехико, где стала 6-й; в этом же году получила звание мастера спорта. В 1969 году вновь завоевала серебряную медаль чемпионата Европы в помещении. В 1972 году завоевала бронзовую медаль Олимпийских игр в Мюнхене и стала почётным жителем Кюстендила. В 1975 году завоевала бронзовую медаль чемпионата Европы в помещении. В 1976 году завоевала золотые медали чемпионата Европы в помещении и Олимпийских игр в Монреале, и была удостоена звания «Герой Социалистического Труда Народной Республики Болгария».